# Orthotylus moncreaffi
Orthotylus moncreaffi is een wants uit de familie van de blindwantsen (Miridae). De soort werd het eerst wetenschappelijk beschreven door Douglas en Scott in 1874.

## Uiterlijk
De ovaal gevormde wants heeft als volwassen dier altijd volledige vleugels en kan 2,5 tot 3,5 mm lang worden. De wants is nagenoeg geheel groen, soms zijn het voorste stuk van het halsschild en de kop geel. Het lichaam is bedekt met donkere en lichte haartjes. De antennes zijn volledig geel gekeurd en de pootjes geelgroen.

## Leefwijze
De wants leeft langs de kust op schorren en kwelders op zoutminnende planten uit de amarantenfamilie (Amaranthaceae). Zoals gewone zoutmelde (Atriplex portulacoides), klein schorrenkruid (Suaeda maritima), loogkruid (Salsola kali) en zeekraal (Salicornia). De volwassen wantsen worden gezien van mei tot oktober. Er zijn twee generaties per jaar en de soort overwintert als eitje.

## Leefgebied
In Nederland is de soort algemeen, langs de kustgebieden. Het verspreidingsgebied is Palearctisch en strekt zich uit van Europa tot het Midden-Oosten in Azië en Noord-Afrika.